# Belval-en-Argonne

Belval-en-Argonne este o comună în departamentul Marne, Franța. În 2009 avea o populație de 53 de locuitori.